# Aposphaeria populea
Aposphaeria populea är en svampart som beskrevs av A.L. Sm. & Ramsb. 1914. Aposphaeria populea ingår i släktet Aposphaeria och familjen Melanommataceae.   Inga underarter finns listade i Catalogue of Life.